# Особи, пов'язані з Українською академією друкарства
|  | Службовий список статей, створений для координації робіт з розвитку теми. Це попередження не встановлюється на інформаційні списки і глосарії. |

- Аксінін Олександр Дмитрович— художник-графік.
- Андрухович Юрій Ігорович — поет, прозаїк, перекладач, есеїст. Закінчив навчання в закладі у 1982 році.
- Ємельянов Володимир Миколайович — український художник-графік.
- Безуля Василь — художник театру, графік. Заслужений художник України.
- Білобровський Олександр Григорович — український художник-графік, живописець.
- Бортяков Валерій — театральний художник, Заслужений діяч Польської культури.
- Босович Василь Васильович — Драматург, кіносценарист, продюсер. Лауреат Державної премії в галузі драматургії театрального мистецтва ім. І. Котляревського.
- Бугаєнко Ігор Никонович — Мистецтвознавець, живописець. Заслужений діяч мистецтв України.
- Буглак Володимир — плакатист.
- Будник Андрій Вікторович  — художник-графік, плакатист. Заслужений художник України.
- Бунов Валентин Львович — український графік.
- Бурлака Валерій Сергійович — художник-графік. Заслужений художник України.
- Валуєнко Борис Васильович — художник-графік, мистецтвознавець.
- Гейдек Петро — художник-графік, живописець.
- Герасимов Леонід — художник-графік. Заслужений художник України.
- Грищук Іван Петрович — художник-графік, живописець.
- Денисенко Олег Іванович — художник-графік.
- Дем'ян Микола — художник-графік.
- Дем'янишин Валерій Йосипович — художник-графік.
- Дергачов Олег — художник-графік.
- Дідула Тарас — художник-графік.
- Діщенко Тетяна — художник-графік.
- Дуненко Артур — художник-графік.
- Єрко Владислав — художник-графік.
- Єсаулова Марія  — художник книги. Заслужений діяч культури України.
- Запаско Яким Прохорович — Мистецтвознавець, доктор мистецтвознавства, академік АН Вищої школи України, почесний академік Академії мистецтв України. Заслужений працівник освіти України. Лауреат премії Президії НАНУ ім. І Я. Франка. Член Міжнародної асоціації дослідників кириличної книги в Оксфорді. Дійсний член НТШ.
- Калинович Костянтин — художник-графік.
- Кірич Едуард Ілліч — Художник анімаційних фільмів. Народний художник України, Лауреат Державної премії УРСР ім. Т. Г. Шевченка.
- Кіріакіді Іван — художник-графік. Заслужений художник Узбекистану.
- Кіщенко Юрій — художник-графік. Заслужений працівник культури АР Крим.
- Ключковська Іветта — художник-графік.
- Кононенко Василь — Графік, живописець. Лауреат Державної премії ім. Т. Шевченка.
- Кох Юрій — художник-графік.
- Кохан Григорій  — Кінорежисер, сценарист. Заслужений діяч мистецтв УРСР, Народний артист України, Лауреат Державної премії СРСР
- Крислач Іван — художник-графік, Заслужений художник України.
- Кузишин Йосип — художник-графік.
- Кузьменко Віктор Васильович — художник-графік.
- Куць Ярослав — шрифтовик.
- Лазаренко Едуард Тимофійович — український вчений. Заслужений діяч науки і техніки України.
- Лихоносов Володимир Васильович — художник-графік. Заслужений художник України.
- Матвєєв Євген — художник-графік. Лауреат Державної премії України ім. Т. Г. Шевченка.
- Мельник Анатолій Іванович — художник. Народний художник України.
- Мельников Олександр Валерійович — український науковець і видавець, директор видавництва Української академії друкарства
- Мірошниченко Микола — Скульптор, живописець. Заслужений художник України.
- Новиков Юрій — художник-графік. Лауреат Державної премії УРСР ім. Т. Г. Шевченка.
- Оброца Остап — художник-графік.
- Овчінніков Володимир Стефанович — художник-графік, професор.
- Ярослав Омелян — художник-графік. Заслужений художник України.
- Оразбердиєв Джума — художник-графік. Заслужений художник Туркменістану.
- Паштов Герман — художник-графік. Заслужений художник РФ. Заслужений художник Кабардино-Балкарії. Лауреат Державної премії Кабардино-Балкарії.
- Перевальський Василь — художник-графік. Народний художник України.
- Петрова Ольга — художник, доктор філософії.
- Пікулицький Богдан Романович — художник-графік.
- Пінігін Володимир Кирилович — художник-графік.
- Пономаренко Надія Степанівна — художник-графік, живописець. Заслужений художник України.
- Попов Анатолій Іванович — мистецтвознавець.
- Прийма Любомир — художник-графік.
- Пшінка Микола Сергійович — художник-графік. Народний художник України.
- Ропецький Володимир Адамович — скульптор. Заслужений діяч мистецтв України.
- Рубанський Віктор Миколайович — художник-графік і живописець.
- Сава Василь Іванович — художник книги.
- Саноцька Христина-Олена Іванівна — Мистецтвознавець, педагог, музейник. Заслужений діяч мистецтв
- Семенюк Василь Іванович — Живописець, графік. Заслужений діяч мистецтв України.
- Слєпчєнко Володимир — художник-графік.
- Стасенко Володимир — художник, мистецтвознавець.
- Стратилат Микола — художник-графік. Заслужений художник України.
- Тулін Борис — художник-графік. Народний художник України
- Удін Євген — художник-графік. Заслужений художник України
- Хведчук Любомир — художник-графік.
- Хворост Василь — художник-графік.
- Храпов Сергій Юрійович — художник-графік.
- Чаришніков Юрій — художник-графік.
- Юрчишин Володимир Іванович — художник-графік. Лауреат Державної премії УРСР ім. Т. Шевченка.
- Яроменок Юрій Іванович— художник-графік. Заслужений художник УРСР.
- Ковальчук Вікторія Володимирівна — художник-графік і літератор. Навчалася в 1972—1978 роках.
- Сергій Ілліч Іванов — український графік і живописець. Заслужений художник України
- Фінклер Юрій — науковець у галузі соціальних комунікацій, доктор філологічних наук. Закінчив інститут 1982 року.